# 지관구

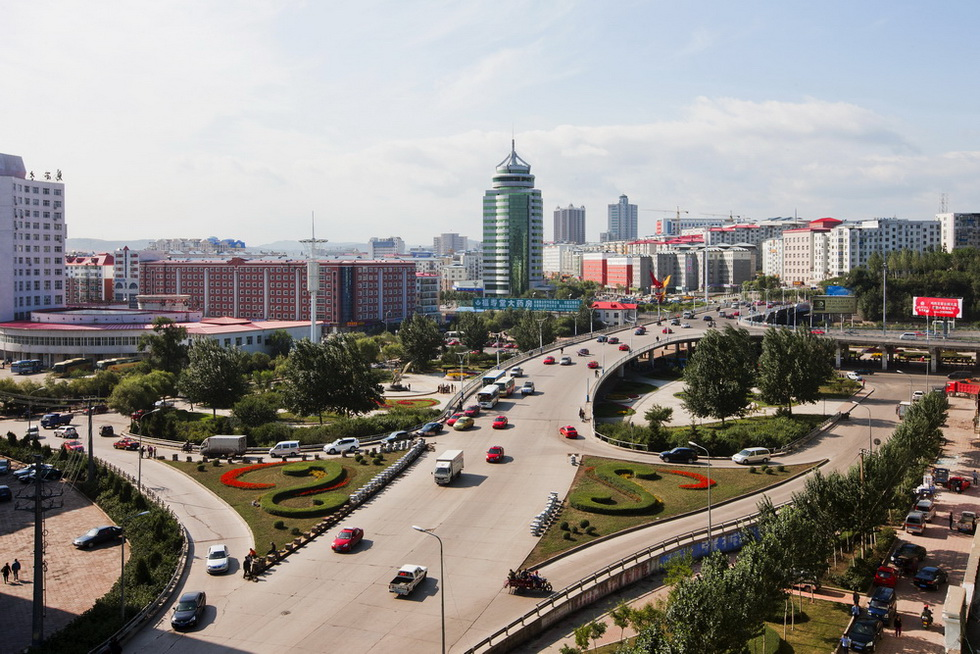

지관구(한국어: 계관구, 중국어: 鸡冠区, 병음: Jīguān Qū)는 중화인민공화국 헤이룽장성 지시 시의 행정구역이다. 넓이는 144km2이고, 인구는 2007년 기준으로 330,000명이다.

## 행정 구역
7개 가도, 2개 향을 관할한다.
- 가도: 向阳街道, 南山街道, 立新街道, 东风街道, 红军路街道, 西鸡西街道, 西山街道.
- 향: 红星乡, 西郊乡.